# EPS Europe
Die EPS Europe ist ein Betreiber von Mehrwegsystemen mit Sitz in Rijswijk (Niederlande). EPS vermietet Paletten, Mehrwegsteigen, Mehrwegverpackungen und Mehrwegladungsträger für Obst, Gemüse, Convenience und Eier an Erzeuger und an den Handel.

## Geschichte
Das Unternehmen wurde 1992 durch genossenschaftliche Auktionsverbände in den Niederlanden, Belgien und Deutschland gegründet. Diese legten damit ihre Verpackungspools zusammen. Die Euro Pool System International hat seit Anfang 2022 den heutigen Namen EPS Europe.

## Euro Pool System
Heute ist das für Endkunden bekannteste Produkt die grünen Klappsteigen für Obst und Gemüse. Für den Handel wird die Logistik und Dienstleistungen dazu angeboten.
In den Benelux-Ländern waren bisher blaue Steigen üblich, die seit 2021 gegen grüne Klappsteigen ausgetauscht werden.

## La Palette Rouge
La Palette Rouge wurde 2011 durch die damalige Euro Pool System International übernommen.

## Unternehmen
EPS Europe wird vom CEO Gerjo Scheringa und vom CFO Ruud van der Steeg geleitet.
Die Euro Pool System International (Deutschland) GmbH mit Sitz in Bornheim (Rheinland) (Ortsteil Roisdorf) hatte 2020 einen Umsatz in Höhe von 274 Millionen Euro. In Bornheim nutzt EPS ein 2012 errichtetes Bürogebäude. Service-Center unterhält EPS in Bornheim, Mutterstadt, München, Magdeburg, Hannover, Sangerhausen, Obertraubling und Dortmund. Dort sind durchschnittlich 60 Mitarbeiter beschäftigt.
In der Schweiz und in Österreich ist EPS Europe nicht aktiv.